# Christian Supusepa
Christian Supusepa (Wormerveer, 2 aprile 1989) è un ex calciatore olandese, di origine indonesiana, di ruolo difensore.

## Carriera
Debutta con l'ADO Den Haag l'8 agosto 2010 nella sconfitta esterna 3-1 contro il Vitesse.